# バージニア軍
バージニア軍（Army of Virginia）は南北戦争中の1862年夏に、3ヶ月弱存在した北軍の「軍」。

## 歴史
バージニア軍は1862年6月26日に、一般命令103号に基づき、バージニア州付近で活動していた4つの軍管区（Department）をまとめて編成された。即ち、ジョン・C・フレモント少将の山岳軍管区（Mountain Department）、アービン・マクドウェル少将のラッパハノック軍管区（Department of the Rappahannock）、ナサニエル・バンクス少将のシェナンドー軍管区（Department of the Shenandoah）及びワシントン軍管区（Military District of Washington）のサミュエル・スタージス（Samuel D. Sturgis）准将の旅団である。ジョン・ポープ少将が、5万人を超える将兵を有する新しく組織されたバージニア軍の司令官となった。また、北バージニア方面作戦中には、ジョージ・マクレラン少将のポトマック軍から3個軍団が派遣され、ポープの指揮下にあった。
バンクスの指揮するバージニア軍第2軍団は、シーダー山の戦いで、ストーンウォール・ジャクソン少将と戦い、当初は有利に進んでいたもの、南軍のA・P・ヒル少将の反撃を受けて敗退した。
バージニア軍全体が参加した第二次ブルランの戦いでは、ロバート・リー大将の北バージニア軍（右翼：ジェイムズ・ロングストリート少将、左翼：ジャクソン少将）に大敗し、防衛戦をワシントンD.C.にまで後退させる結果となった。1862年9月12日、バージニア軍はポトマック軍に吸収された。

## 司令官
- ジョン・ポープ少将（1862年6月26日-9月12日）

## 組織
当初3個軍団が組織されたが、番号がポトマック軍と重複する。後のメリーランド方面作戦でポトマック軍に所属した際に、軍団番号が変更されている。
- バージニア軍第1軍団：フランツ・シーゲル少将（元はフレモントの山岳軍管区。後にポトマック軍に吸収された際に第11軍団に名称変更）
- バージニア軍第2軍団：ナサニエル・バンクス少将（元はポトマック軍第5軍団でシェナンドー軍管区に属していた。後にポトマック軍に吸収された際に第12軍団に名称変更）
- バージニア軍第3軍団：アービン・マクドウェル少将（元はポトマック軍第1軍団で、その後ラッパハノック軍管区に属していた。後に第1軍団としてポトマック軍に復帰）
- 騎兵旅団：ジョージ・ベイヤード（George Dashiell Bayard）准将

北バージニア方面作戦では、以下の軍団がポープの指揮下に入った。
- ポトマック軍第3軍団：Samuel P. Heintzelman少将
- ポトマック軍第5軍団：フィッツ・ジョン・ポーター少将
- ポトマック軍第9軍団：ジェシー・リー・リノ少将
- レイノルズ師団（ペンシルバニア予備師団）：ジョン・F・レイノルズ准将

## 主な戦闘
- シーダー山の戦い：バンクスの第2軍団のみ傘下
- 第二次ブルランの戦い
- シャンティリーの戦い：

## 参考資料
- Boatner, Mark M. III, The Civil War Dictionary: Revised Edition, David McKay Company, Inc., 1984, ISBN 0-679-73392-2.
- Battles and Leaders of the Civil War